# 微風広場
座標: 北緯25度2分46.1秒 東経121度32分39.04秒 / 北緯25.046139度 東経121.5441778度

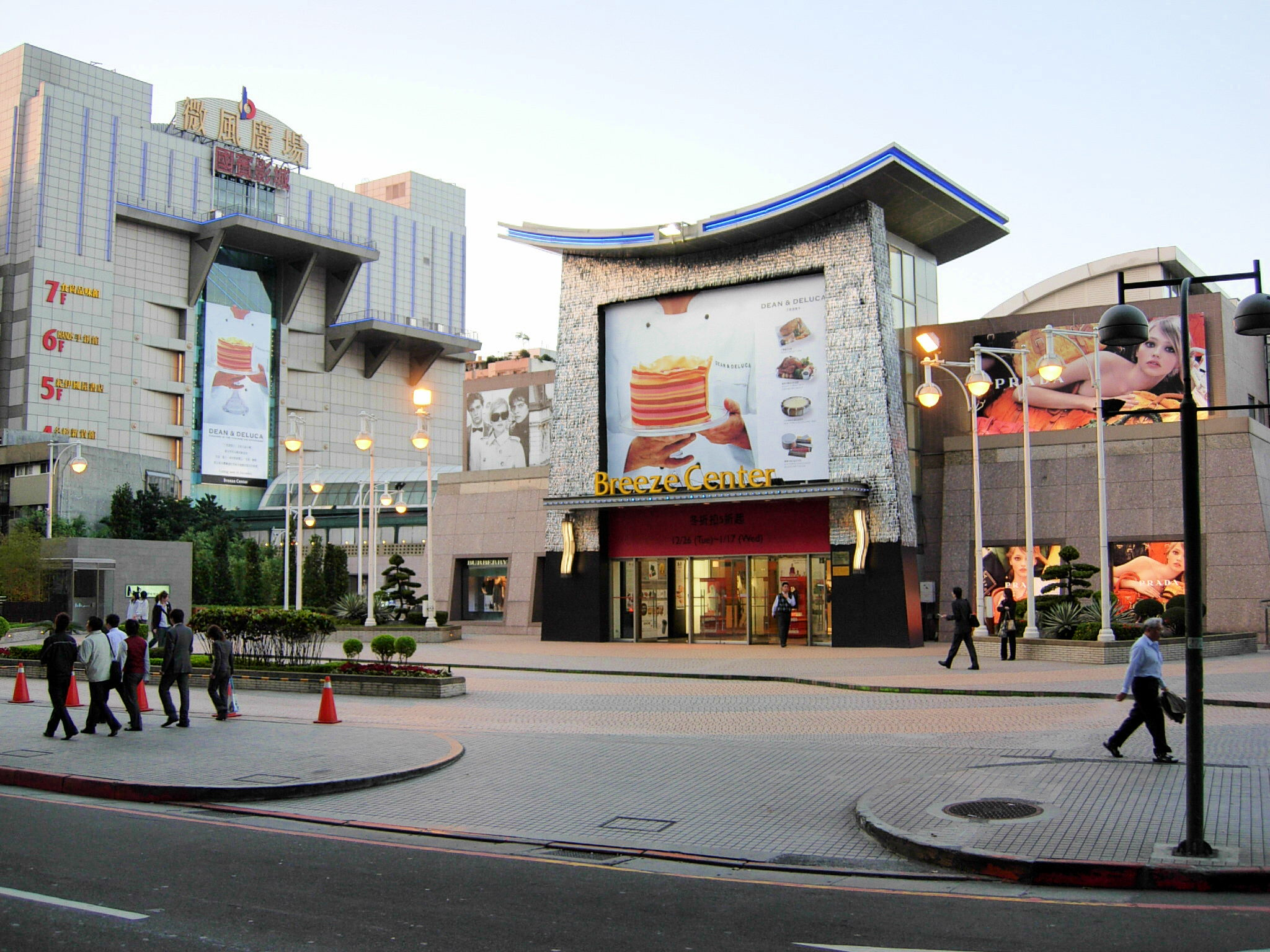
松山区の微風廣場（ブリーズ・センター）

微風広場（びふうひろば、中: 微風廣場、英: Breeze Center、ブリーズ・センター）は、台湾台北市のショッピングセンターである。2001年に松山区で1号店の微風広場を開業した。共同創設者は孫芸芸と廖鎮漢である。現在、台北市内に9つの店舗を展開している。

## 店舗
- 微風廣場（Breeze Center）
- 微風忠孝（Breeze Zhong Xiao）（2018年閉店[1]）
- 微風台北車站（Breeze Taipei Station）
- 微風南京（中国語版）（Breeze NAN JING）[2]
- 微風松高（Breeze SONG GAO）[3]
- 微風A1機場捷運站（Breeze A1 Airport MRT Station）[4]
- 微風信義（Breeze XIN YI）[5]
- 微風南山（Breeze NAN SHAN）[6]
  - 微風南山アトレ

フードコート
- 微風台大醫院（Breeze NTU Hospital）[7]
- 微風三総商店街（中国語版）（Breeze TSG HOSPITAL）[8]
- 微風中央研究院（Breeze Academia Sinica）[9]

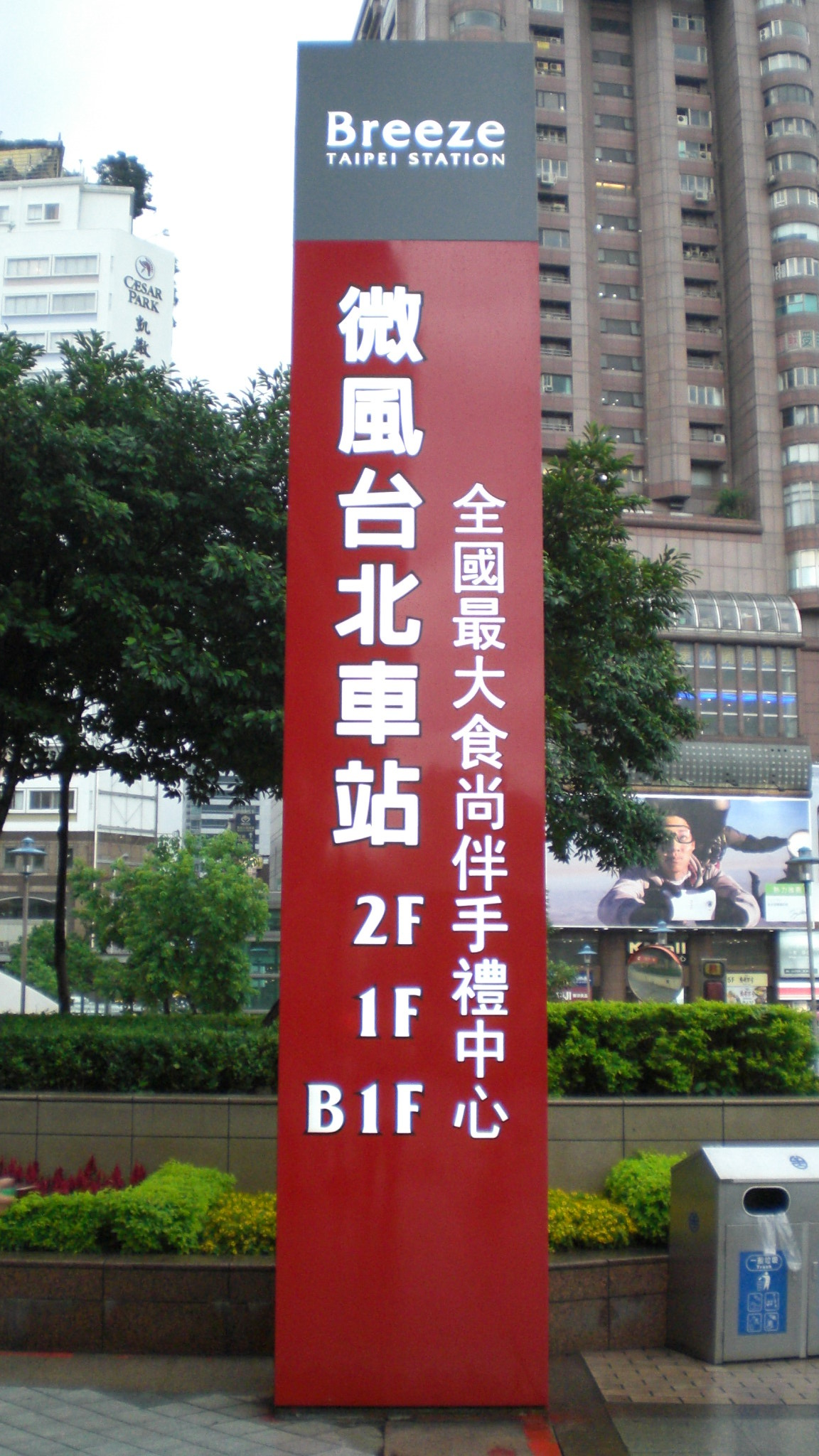
台北車站
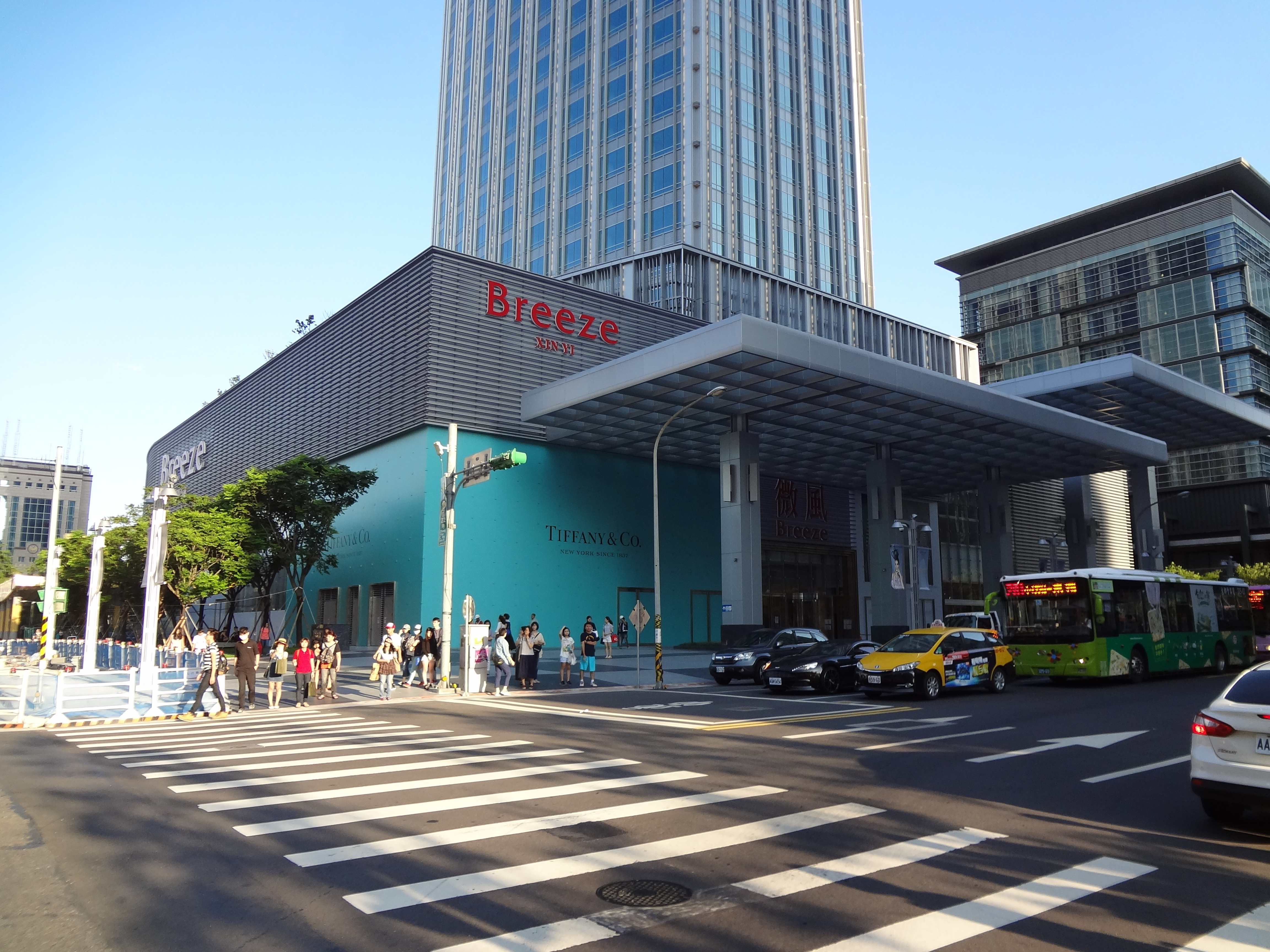
信義
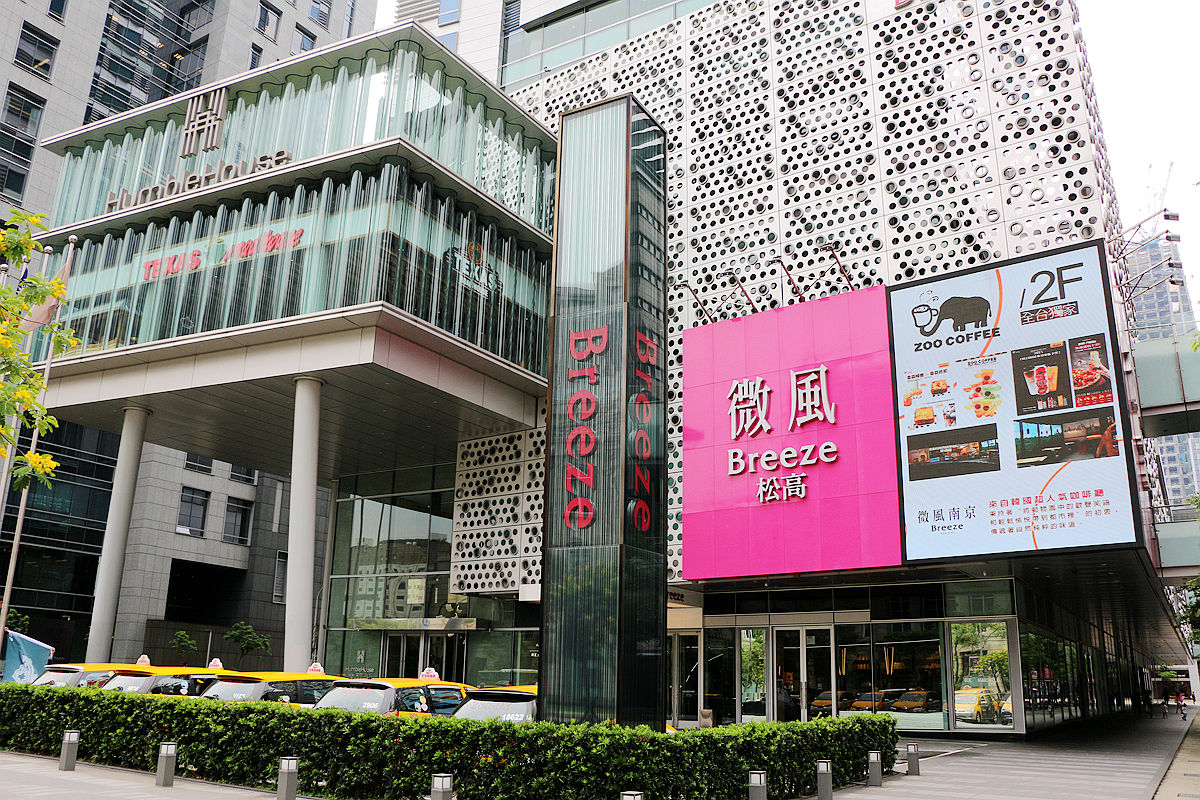
松高
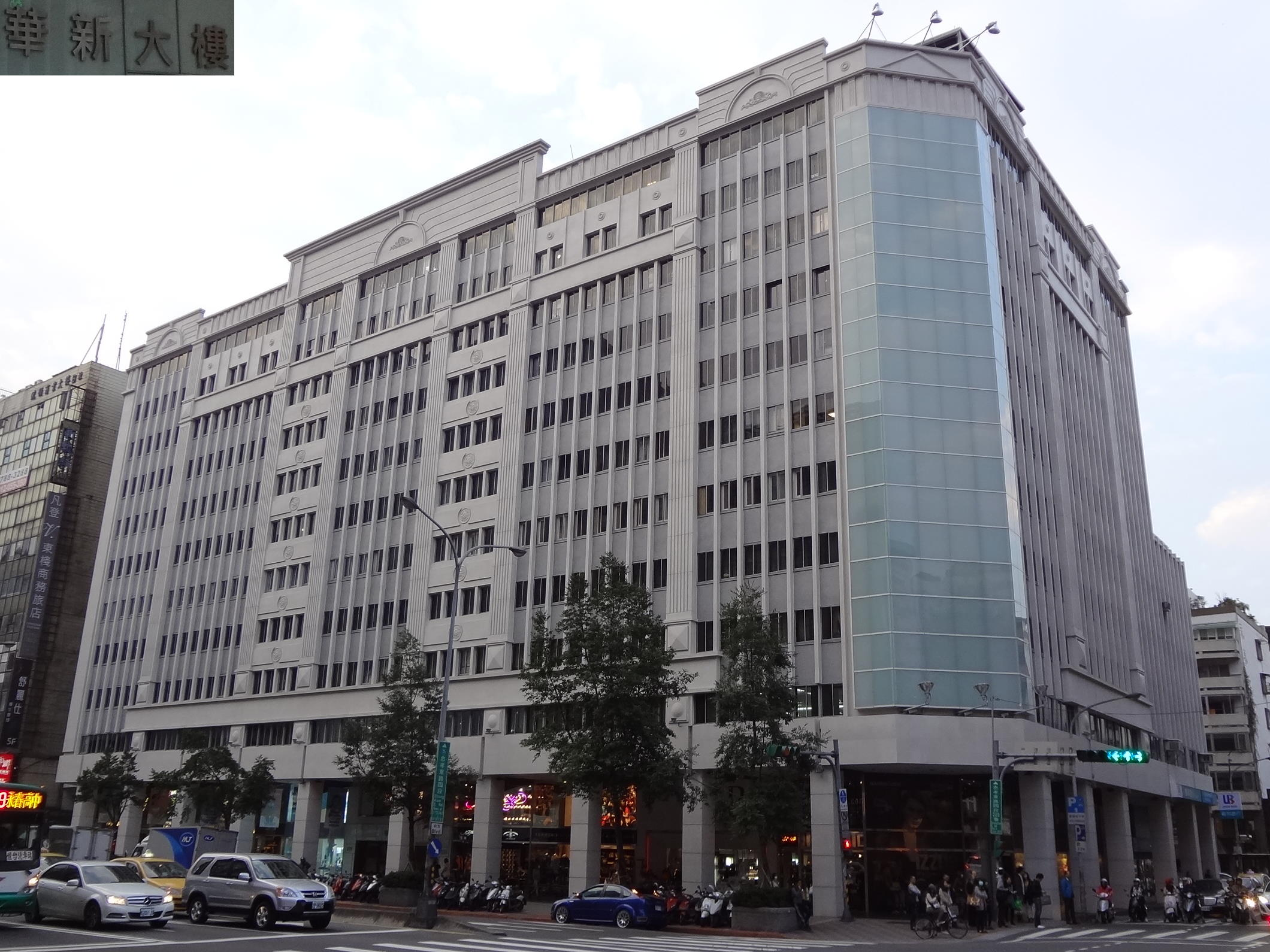
忠孝（閉店）
南京
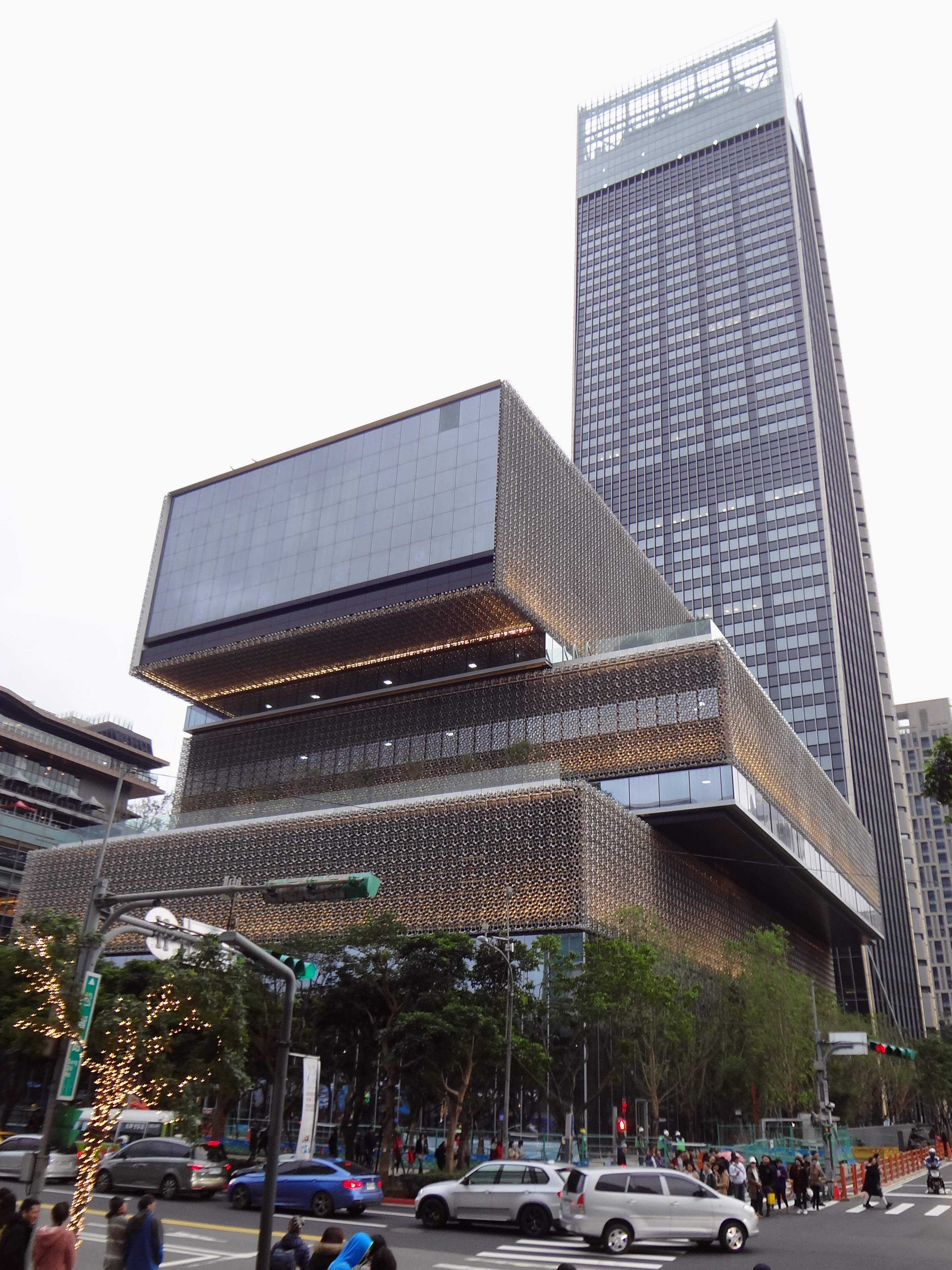
南山